# Baphetes
Baphetes — вимерлий рід стеблових Tetrapodomorpha із групи Pennine Coal Measures і Parrot Coal, Англія, формації Joggins у Новій Шотландії та формації Кладно в Чехії. Його вперше назвав Річард Оуен у 1854 році. Типовим видом є B. planiceps. Вид B. lintonensis перенесено до роду Loxomma.